# Lloyd Corrigan

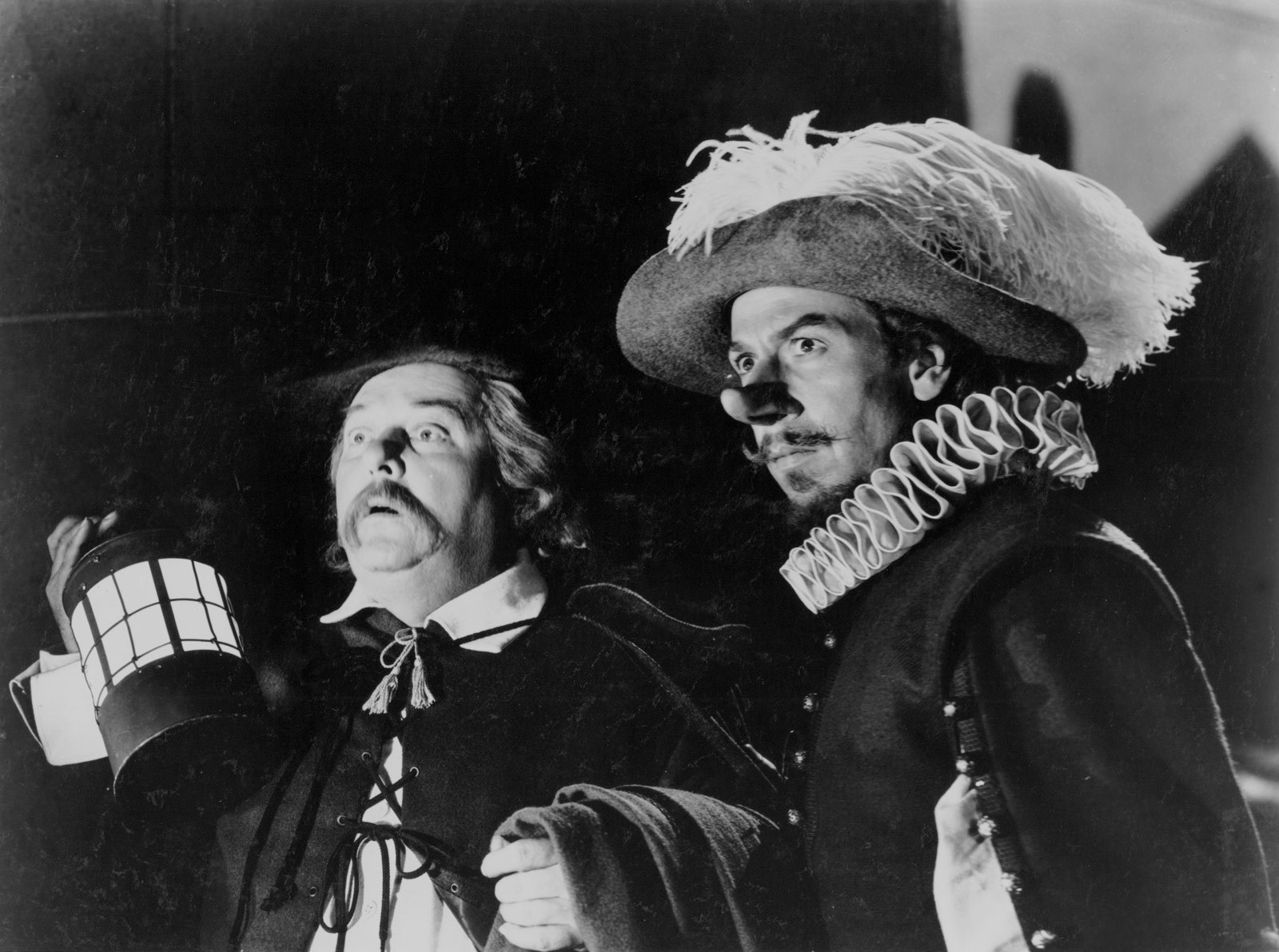
Lloyd Corrigan (izq) y José Ferrer en Cyrano de Bergerac

Lloyd Corrigan (San Francisco, 16 de octubre de 1900 - Woodland Hills, 5 de noviembre de 1969) fue un actor cinematográfico y televisivo, productor, guionista y director de nacionalidad estadounidense, cuya carrera inició en los 20. Hijo de los actores Lillian Elliott y James Corrigan, él dirigió cintas de misterio como Daughter of the Dragon (protagonizada por Anna May Wong y perteneciente a la trilogía de Fu Manchu para la cual escribió guiones) antes de centrarse en la actuación a partir de 1938. Su corto La Cucaracha ganó un premio Oscar en 1935.

## Biografía
Nacido en San Francisco, California, Corrigan estudió arte dramático en la Universidad de California en Berkeley, en la cual se graduó en 1922. Exceptuando dos filmes mudos en los que actuó en 1925 y 1927, Lloyd Corrigan debutó en el cine principalmente como director (trece producciones desde 1930 a 1937) y guionista (veintisiete desde 1926 a 1939). Su film como director más conocido fue Dancing Pirate (1936), presentado como el primer musical rodado enteramente en Technicolor. Como guionista, él colaboró principalmente, en la época del cine mudo, con el director Clarence G. Badger.
A partir de 1939, y hasta 1967, se dedicó exclusivamente a la actuación, participando como actor de carácter de reparto en más de un centenar de películas, en géneros como la comedia, el musical y el western. De entre sus películas destacan When Willie comes Marching Home (1950, de John Ford) y El mundo está loco, loco, loco (1963, de Stanley Kramer).
Corrigan fue intérprete en una serie de películas del personaje Boston Blackie, encarnando en ellas al millonario Arthur Manleder. En el año 1949 actuó junto a Roy Acuff y William Frawley en el film My Home in San Antone, y al año siguiente actuó en Cyrano de Bergerac, haciendo el papel de Ragueneau.
Aunque continuó actuando en el cine hasta mediados de los 60, también trabajó extensamente en la televisión. Así, fue Dean Dodsworth en la segunda temporada (1954-1955) de Meet Mr. McNutley, serie de la CBS protagonizada por Ray Milland. Corrigan actuó en docenas de programas televisivos, siendo por ejemplo el tío de Corky (Darlene Gillespie) el serial de Mickey Mouse Club "Corky and White Shadow". Otros shows televisivos en los que actuó fueron The Restless Gun (western de la NBC con John Payne), Crossroads (serie de antología de ABC), The Adventures of Ozzie and Harriet (de ABC, en el papel de Wally Dippel), City Detective (drama criminal en redifusión con Rod Cameron, How to Marry a Millionaire (con Barbara Eden y Merry Anders), Johnny Staccato (NBC, con John Cassavetes), Man Without a Gun (con Rex Reason y Mort Mills), The Life and Legend of Wyatt Earp (de ABC, encarnando en tres ocasiones a Ned Buntline), Dennis the Menace (sitcom de la CBS protagonizada por Jay North), Riverboat (serie protagonizada por Darren McGavin y Burt Reynolds en la que actuó con Anne Baxter en el episodio «A Race to Cincinnati» en 1959), Happy (sitcom de la NBC en la que, entre 1960 y 1961, fue intérprete regular, actuando con el papel del tío Charlie junto a Ronnie Burns, Yvonne Lime Fedderson, y Doris Packer), Perry Mason (show de la CBS en el que fue artista invitado en 1962, 1963 y 1965), y The Travels of Jaimie McPheeters (1963, ABC, en el episodio «The Day of the Flying Dutchman», junto a Kurt Russell y Dehl Berti).
Lloyd Corrigan falleció en Woodland Hills, California, en 1969. Fue enterrado en el Cementerio Hollywood Forever.

## Teatro (Broadway)
- 1933 : Her Man of Wax, de Julian F. Thompson a partir de Walter Hasenclever, escenografía de Arthur Lubin, con Moroni Olsen, Carl Benton Reid y Lenore Ulric

## Filmografía

### Actor (selección)

#### Cine
- 1925 : The Splendid Crime, de William C. de Mille
- 1927 : It, de Clarence G. Badger y Josef von Sternberg
- 1940 : Young Tom Edison, de Norman Taurog
- 1940 : High School, de George Nichols Jr.
- 1940 : Two Girls on Broadway, de S. Sylvan Simon
- 1940 : La dama en cuestión, de Charles Vidor
- 1940 : El castillo maldito, de George Marshall
- 1940 : Captain Caution, de Richard Wallace
- 1940 : The Return of Frank James, de Fritz Lang
- 1941 : A Girl, a Guy and a Gob, de Richard Wallace
- 1941 : Men of Boys Town, de Norman Taurog
- 1942 : The Great Man's Lady, de William A. Wellman
- 1942 : North to the Klondike, de Erle C. Kenton
- 1942 : Lucky Jordan, de Frank Tuttle
- 1942 : The Mystery of Marie Roget, de Phil Rosen
- 1942 : Secrets of the Underground, de William Morgan
- 1943 : Hitler's Children, de Edward Dmytryk
- 1943 : Stage Door Canteen, de Frank Borzage
- 1943 : Tarzan's Desert Mystery, de Wilhelm Thiele
- 1943 : Captive Wild Woman, de Edward Dmytryk
- 1944 : Desde que te fuiste, de John Cromwell
- 1944 : The Thin Man goes Home, de Richard Thorpe
- 1945 : Bring on the Girls, de Sidney Lanfield
- 1946 : Two Smart People, de Jules Dassin
- 1946 : She-Wolf of London, de Jean Yarbrough
- 1946 : The Bandit of Sherwood Forest, de Henry Levin y George Sherman
- 1946 : The Chase, de Arthur Ripley
- 1948 : Adventures of Casanova, de Roberto Gavaldón
- 1948 : A Date with Judy, de Richard Thorpe
- 1948 : The Bride Goes Wild, de Norman Taurog
- 1948 : The Big Clock, de John Farrow
- 1949 : And Baby makes Three, de Henry Levin
- 1950 : Cyrano de Bergerac, de Michael Gordon
- 1950 : My Friend Irma Goes West, de Hal Walker
- 1950 : When Willie comes Marching Home, de John Ford
- 1951 : Sierra Passage, de Frank McDonald
- 1951 : The Last Outpost, de Lewis R. Foster
- 1952 : Son of Paleface, de Frank Tashlin
- 1953 : The Stars are singing, de Norman Taurog
- 1953 : Marry Me Again, de Frank Tashlin
- 1962 : The Manchurian Candidate, de John Frankenheimer
- 1963 : El mundo está loco, loco, loco, de Stanley Kramer

#### Televisión
- 1955 : Screen Directors Playhouse: episodio 4 Arroyo, de George Waggner
- 1958 : Wanted : Dead or Alive: Temporada 1, episodio 16 Eight Cent Reward
- 1959 : Mike Hammer: Temporada 2, episodio 11 Coney Island Baby
- 1959 : El Zorro: Temporada 2, episodio 24 Zorro and the Mountain Man, de Charles Barton; episodios 25 The Hound of the Sierras y 26 Manhunt
- 1959 : Johnny Staccato: episodio 7 Evil, de John Cassavetes
- 1960 : Gunn: Temporada 3, episodio 4 The Candidate
- 1960-1962 : Death Valley Days: Temporada 8, episodio 16 Money to Burn (1960); temporada 10, episodio 13 Sponge Full of Vinegar (1962)
- 1961 : Rawhide: Temporada 3, episodio 25 Incident of the Running Man, de Jus Addiss
- 1961-1963 : Lassie: Temporada 8, episodio 15 Yochim's Christmas (1961); temporada 10, episodios 11 y 12 Lassie's Gift of Love, partes I y II (1963)
- 1962 : Maverick: Temporada 5, episodio 9 The Maverick Report
- 1962 : Dennis the Menace: Temporada 3, episodio 27 Junior Pathfinders ride again, de Charles Barton
- 1962 : Perry Mason: Temporada 6, episodio 6 The Case of the Dodging Domino (1962); temporada 7, episodio 5 The Case of the Decadent Dean (1963), de Earl Bellamy; temporada 8, episodio 24 The Case of the Careless Kitten (1965), de Vincent McEveety
- 1963 : Gunsmoke: Temporada 9, episodio 12 The Magician
- 1964-1965 : Bonanza: Temporada 5, episodio 23 The Pure Truth (1964), de Don McDougall; temporada 6, episodio 28 A Good Night's Rest (1965), de William F. Claxton

### Director (íntegro)

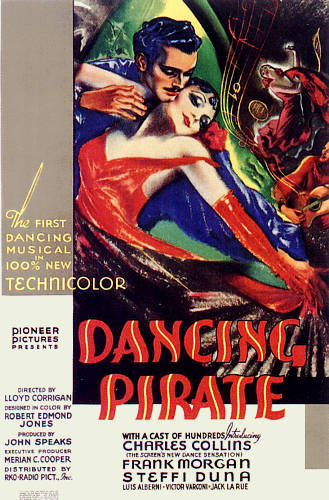
Dancing Pirate (1936)

- 1930 : Follow Thru, codirigida con Laurence Schwab, con Charles Rogers, Nancy Carroll y Jack Haley (+ guion)
- 1930 : Along came Youth, codirigida con Norman Z. McLeod, con Charles Rogers y Frances Dee
- 1931 : Daughter of the Dragon, con Anna May Wong, Warner Oland y Sessue Hayakawa (+ guion)
- 1931 : Beloved Bachelor, con Paul Lukas
- 1932 : No One Man, con Carole Lombard, Ricardo Cortez y Paul Lukas
- 1932 : The Broken Wing, con Lupe Vélez, Leo Carrillo y Melvyn Douglas
- 1933 : He learned about Women, con Stuart Erwin y Alison Skipworth (+ guion)
- 1934 : La Cucaracha, con Don Alvarado y Steffi Duna (+ guion)
- 1934 : By Your Leave, con Frank Morgan y Genevieve Tobin
- 1935 : Murder on a Honeymoon, con Edna May Oliver y James Gleason
- 1936 : Dancing Pirate, con Frank Morgan, Steffi Duna, Luis Alberni y Victor Varconi
- 1937 : Night Key, con Boris Karloff y Alan Baxter
- 1937 : Lady Behave !, con Sally Eilers, Neil Hamilton y Joseph Schildkraut

### Guionista
- 1926 : Hands Up !, de Clarence G. Badger
- 1926 : Miss Brewster's Millions, de Clarence G. Badger
- 1926 : Wet Paint, de Arthur Rosson
- 1926 : The Campus Flirt, de Clarence G. Badger
- 1927 : Señorita, de Clarence G. Badger
- 1927 : Wedding Bill$, de Erle C. Kenton (+ guion)
- 1927 : Swim Girl, Swim, de Clarence G. Badger (+ guion)
- 1927 : She's a Sheik, de Clarence G. Badger
- 1928 : Red Hair, de Clarence G. Badger
- 1928 : The Fifty-Fifty Girl, de Clarence G. Badger
- 1928 : Hot News, de Clarence G. Badger (adaptación)
- 1928 : What a Night !, de A. Edward Sutherland (guion)
- 1929 : The Mysterious Dr. Fu Manchu, de Rowland V. Lee (+ diálogos)
- 1929 : The Saturday Night Kid, de A. Edward Sutherland (adaptación y diálogos)
- 1929 : Sweetie, de Frank Tuttle (+ guion)
- 1930 : The Return of Dr. Fu Manchu, de Rowland V. Lee (+ guion)
- 1930 : Anybody's War, de Richard Wallace
- 1931 : Dude Ranch, de Frank Tuttle (adaptación)
- 1931 : The Lawyer's Secret, de Louis Gasnier y Max Marcin
- 1937 : Hold 'Em Navy, de Kurt Neumann
- 1938 : Campus Confession, de George Archainbaud
- 1938 : Touchdown, Army, de Kurt Neumann
- 1939 : Night Work, de George Archainbaud